# Mesapamea monotona
Mesapamea monotona är en fjärilsart som beskrevs av Matthew Paul Heinicke 1959. Mesapamea monotona ingår i släktet Mesapamea och familjen nattflyn. Inga underarter finns listade i Catalogue of Life.